# Punkt materialny

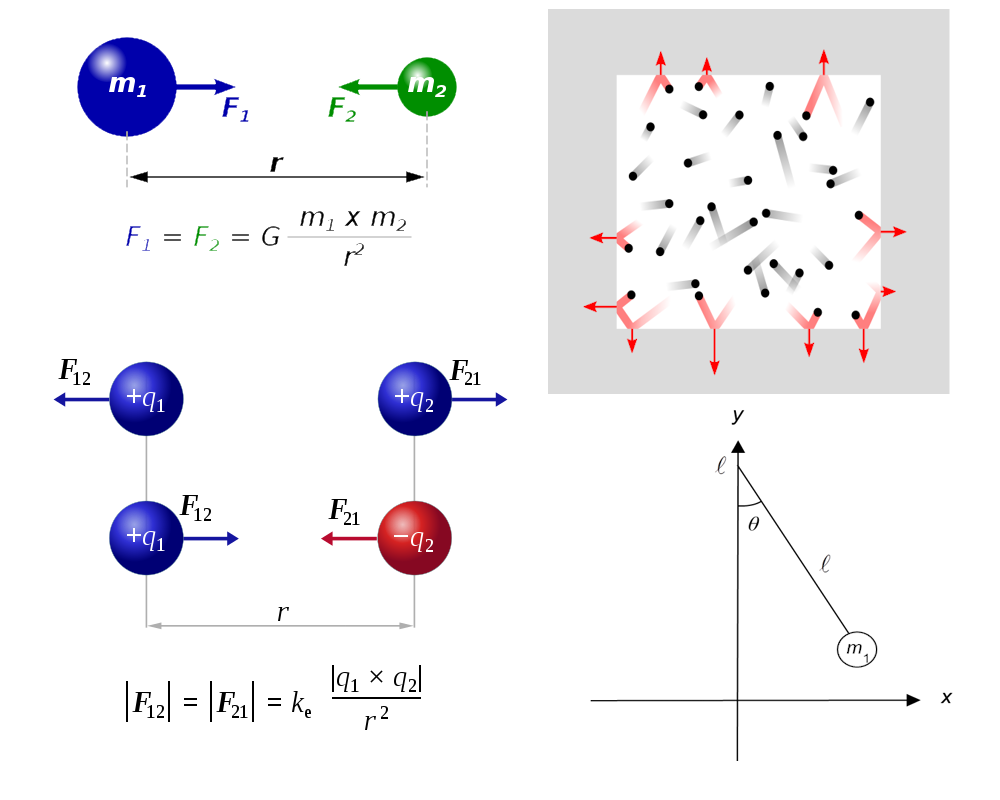
Przykłady

Punkt materialny (masa punktowa) – ciało fizyczne obdarzone masą, ale mające nieskończenie małe rozmiary (będące punktem).
Punkt materialny nie jest obiektem istniejącym w rzeczywistości. Jego stosowanie jest przybliżeniem i upraszcza znacząco opis ruchu danego ciała.

## Zastosowania
Przybliżenie masy punktowej stosuje się w sytuacjach, w których rozmiary ciała można pominąć, ponieważ są dużo mniejsze od odległości pomiędzy ciałami rozpatrywanego układu ciał. Wtedy rozwiązanie równań ruchu uzyskane dla punktów materialnych jest dobrym przybliżeniem rozwiązania dla ciał o skończonych rozmiarach. Przybliżenia tego można użyć również, gdy rozmiary ciała i jego kształt nie są istotne dla analizowanego zagadnienia. Wtedy można przyjąć, że cała masa układu jest skupiona w środku masy układu.
W przypadku jednorodnego ciała kulistego masa punktowa jest nie tylko idealizacją, ponieważ takie ciało zachowuje się tak jak masa punktowa, pod warunkiem że ciało jest doskonale sztywne. Wszystkie planety jednak są nieco spłaszczone wskutek ruchu wirowego i dlatego badając ruch bliskich satelitów wokół planet trzeba uwzględniać fakt spłaszczenia.  
Pojęcia punkt materialny używa się również w kinematyce w przypadku ciała o dowolnym kształcie, jeżeli jest bryłą sztywną i nie wykonuje obrotów. Wygodnie jest wówczas analizować np. ruch dowolnego wyróżnionego punktu tego ciała, któremu przypisujemy całą jego masę, niż opisywać ruch ciała jako całości. Podobnie w dynamice, gdy rozpatruje się siły, które powodują tylko przesunięcie (nie obracają ciałem), można bryłę sztywną zredukować do punktu. Wybieranym punktem reprezentującym ciało jest zazwyczaj środek masy danej bryły.

## Przykłady
W zależności od problemu, jako punkt materialny można traktować np.:
- kamień rzucony pod pewnym kątem do powierzchni Ziemi – jego rozmiary są nieistotne w porównaniu z odległością jaką przebędzie i dokładnością pomiarów,
- Ziemia poruszająca się po orbicie wokół Słońca – jej wymiary są nieistotne w porównaniu z promieniem orbity,
- ciężarek wahadła, jeżeli jego rozmiary są znikomo małe w porównaniu z długością nici, na jakiej jest zawieszony (wahadło matematyczne).